# Philippe Gondet
Philippe Jean-Marie Gondet (Blois, 17 maggio 1942 – Vertou, 21 gennaio 2018) è stato un calciatore francese, di ruolo attaccante.

## Carriera
Legò la maggior parte della carriera al Nantes, in cui militò dal 1960 al 1971 mettendo a segno 146 gol, tuttora un record in maglia gialloverde. A Nantes contribuì alla vittoria di due campionati francesi, due coppe e una supercoppa nazionale; tra il 1965 e il 1966 fu nominato per due volte calciatore francese dell'anno da France Football, e nell'ultimo anno si laureò inoltre capocannoniere della Division 1.
Con la nazionale francese prese parte al campionato del mondo 1966 in Inghilterra.

## Palmarès

### Club
- Campionato francese: 2

Nantes: 1964-1965, 1965-1966
- Supercoppa francese: 1

Nantes: 1965
- Coppa di Francia: 2

Nantes: 1965-1966, 1969-1970

### Individuale
- Calciatore francese dell'anno: 2

1965, 1966
- Capocannoniere del campionato francese: 1

1965-1966 (36 gol)